# Nekrolog 3. Quartal 1930
Nekrolog
◄◄
| ◄
| 1926
| 1927
| 1928
| 1929
| 1930 | 1931 | 1932 | 1933 | 1934 | ► | ►►
1. Quartal |
2. Quartal |
3. Quartal |
4. Quartal 1930
Weitere Ereignisse | Allgemeiner Nekrolog 1930
Die Beschreibung der verstorbenen Person sollte so kurz wie möglich gehalten sein und nur deren signifikante Tätigkeit(en) enthalten.
Neue Namen ggf. auch unter dem Geburts- und Sterbedatum, also etwa unter 1. Januar und im Geburts- und Sterbejahr (2024) eintragen (nur bei entsprechender großer Wichtigkeit). Für Beispiele siehe die schon vorhandenen Artikel.
Außerdem über die fünf zuletzt Verstorbenen, zu denen es einen ausreichend guten Artikel für eine Präsentation auf der Hauptseite gibt, nach der todesbedingten Überarbeitung der Artikel ggf. auch unter Wikipedia Diskussion:Hauptseite informieren und sie am besten auch in den anderen Wikipedia-Sprachversionen eintragen. Tipp: Regelmäßig bei news.google.de nach „ist tot“, „gestorben“ oder „verstorben“ suchen.
Wenn eine Person gestorben ist, gibt es viele Seiten zu dieser Person in der Wikipedia, die davon auch betroffen sind und entsprechend aktualisiert werden müssen. Beispiele: Namenübersichtsseite, Geburtsjahr, Geburtsort-Seiten und viele mehr.
Wie finde ich die betroffenen Seiten?
Im Suchfeld auf der linken Seite gibt man den Suchbegriff so ein: „Vorname Nachname“. Dann klickt man auf Volltext und alle Seiten mit entsprechendem Suchtext werden aufgerufen. Hier sieht man dann schnell, wo auch das Todesjahr Sinn macht oder sogar ein Teil des Artikels angepasst werden muss. Auch hilft das „Werkzeug“ auf der linken Seite sehr gut, um solche Seiten aufzufinden: „Links auf diese Seite“. Somit ist die Wikipedia wieder aktuell in allen Bereichen! Hinweis: bei Eintragung der Kategorie „Gestorben JAHR“ wird der Missbrauchsfilter 49 ausgelöst, was jedoch nicht schlimm ist. Siehe: Spezial:Missbrauchsfilter/49
Dies ist eine Liste von im dritten Quartal 1930 verstorbenen bekannten Persönlichkeiten. Die Einträge erfolgen innerhalb der einzelnen Daten alphabetisch sortiert. Tiere sind im Nekrolog für Tiere zu finden.

## Juli
| Tag      | Name                                  | Beruf, bekannt als                                                                                   | Alter | Beleg |
| -------- | ------------------------------------- | --- | ----- | ----- |
| 1. Juli  | Maximilian Njegovan                   | österreichisch-ungarischer Admiral                                                                   | 71    |       |
| 2. Juli  | Georg Wagnleithner                    | österreichischer Priester, Autor, Musiker und Maler                                                  | 68    |       |
| 3. Juli  | Wilhelm Flaschenträger                | bayerischer Bürgermeister                                                                            | 63    |       |
| 3. Juli  | Eugen Hamm                            | deutscher Maler                                                                                      | 45    |       |
| 3. Juli  | Ernst Heydemann                       | deutscher Politiker und Oberbürgermeister von Rostock                                                | 54    |       |
| 3. Juli  | Paul Kirschstein                      | deutscher Ministerialbeamter und Staatssekretär                                                      | 66    |       |
| 3. Juli  | Nap de la Mar                         | niederländischer Kabarettist und Schauspieler                                                        | 52    |       |
| 3. Juli  | Henry Suermondt                       | deutscher Unternehmer                                                                                | 83    |       |
| 4. Juli  | John Edgar Fowler                     | US-amerikanischer Politiker                                                                          | 63    |       |
| 5. Juli  | Harry Marcy Coudrey                   | US-amerikanischer Politiker                                                                          | 63    |       |
| 5. Juli  | Hermann Dietrich                      | deutscher Politiker (DNVP), MdR                                                                      | 74    |       |
| 5. Juli  | Marie von Sachsen-Altenburg           | Fürstin von Schwarzburg-Sondershausen                                                                | 85    |       |
| 5. Juli  | Richard Ullrich                       | deutscher Ingenieur des Bauwesens und preußischer Meliorationsbaubeamter                             | 60    |       |
| 6. Juli  | Margaret Baskerville                  | australische Bildhauerin, Aquarellmalerin und Pädagogin                                              | 68    |       |
| 6. Juli  | Conrad von Seelhorst                  | deutscher Agrarwissenschaftler                                                                       | 77    |       |
| 7. Juli  | Arthur Conan Doyle                    | britischer Arzt und Schriftsteller                                                                   | 71    |       |
| 7. Juli  | Julius Hart                           | deutscher Dichter und Dramatiker des Naturalismus und Literaturkritiker                              | 71    |       |
| 7. Juli  | Otto Heinzelmann                      | deutscher Buchhändler                                                                                | 78    |       |
| 8. Juli  | Emil Böhme                            | Politiker (SPD)                                                                                      | 56    |       |
| 8. Juli  | Julius Dörr                           | deutscher Autor                                                                                      | 80    |       |
| 8. Juli  | Josef Felix Pompeckj                  | deutscher Paläontologe und Geologe                                                                   | 63    |       |
| 8. Juli  | Oskar Stavenhagen                     | deutsch-baltischer Historiker                                                                        | 79    |       |
| 8. Juli  | Francisco Uranga y Sáenz              | mexikanischer Geistlicher, Bischof von Cuernavaca                                                    | 66    |       |
| 8. Juli  | Joseph Ward                           | Premierminister von Neuseeland                                                                       | 74    |       |
| 8. Juli  | Gustav Weigand                        | deutscher Wissenschaftler, Ethnograph, Sprachwissenschaftler                                         | 70    |       |
| 8. Juli  | Leo Zeitlin                           | russischer Musiker, Arrangeur und Komponist                                                          | 45    |       |
| 9. Juli  | Leonhard Körting                      | deutscher Techniker, Gasfachmann, Gaswerkdirektor und Freimaurer                                     | 96    |       |
| 9. Juli  | Vincenzo Vannutelli                   | italienischer Kurienkardinal der römisch-katholischen Kirche                                         | 93    |       |
| 9. Juli  | Julio Vila y Prades                   | spanischer Kunstmaler                                                                                | 57    |       |
| 10. Juli | Henry S. Benedict                     | US-amerikanischer Politiker                                                                          | 52    |       |
| 11. Juli | Andon Zako Çajupi                     | albanischer Schriftsteller und Übersetzer                                                            | 64    |       |
| 11. Juli | Franz Domes                           | österreichischer Gewerkschafter und Politiker (SDAP), Abgeordneter zum Nationalrat                   | 67    |       |
| 11. Juli | Ogawa Masataka                        | japanischer Chemiker                                                                                 | 65    |       |
| 12. Juli | Robert Cloughen                       | US-amerikanischer Leichtathlet                                                                       | 41    |       |
| 12. Juli | Alfred Metzner                        | deutscher Verleger                                                                                   | 56    |       |
| 13. Juli | Joseph Anglade                        | französischer Romanist, Provenzalist und Mediävist                                                   | 61    |       |
| 13. Juli | Eugen von Finckh                      | deutscher Politiker, Ministerpräsident des Freistaates Oldenburg                                     | 70    |       |
| 13. Juli | Ludwig Stein                          | ungarisch-schweizerischer Philosoph                                                                  | 70    |       |
| 15. Juli | Leopold Auer                          | Violinist, Violinpädagoge und Dirigent                                                               | 85    |       |
| 15. Juli | Fritz Körner                          | deutscher Kaufmann und Mundartdichter des sächsischen Erzgebirges                                    | 57    |       |
| 15. Juli | Rudolph Schildkraut                   | US-amerikanischer Filmschauspieler und Theaterschauspieler österreichischer Herkunft                 | 68    |       |
| 16. Juli | Isaak Iselin-Sarasin                  | Schweizer Jurist, Politiker und Offizier                                                             | 78    |       |
| 16. Juli | Olga de Meyer                         | britische Erbin, Muse und High Society Lady                                                          | 58    |       |
| 16. Juli | Juan Luis Sanfuentes                  | Präsident von Chile                                                                                  | 71    |       |
| 16. Juli | Justus Strandes                       | deutscher Übersee-Kaufmann und Politiker, MdHB                                                       | 71    |       |
| 17. Juli | Adolf Boerner                         | deutscher Klassischer Philologe und Gymnasiallehrer                                                  | 59    |       |
| 17. Juli | Federico Halbherr                     | italienischer Archäologe und Epigraphiker                                                            | 73    |       |
| 18. Juli | Robert Fricke                         | deutscher Mathematiker                                                                               | 68    |       |
| 18. Juli | Florian Lampert                       | US-amerikanischer Politiker                                                                          | 67    |       |
| 18. Juli | Juljan Zilz                           | österreichischer Stomatologe und Schriftsteller                                                      | 58    |       |
| 19. Juli | Isak Gustaf Clason                    | schwedischer Architekt                                                                               | 73    |       |
| 19. Juli | Max Fischer                           | deutscher Industrieller                                                                              | 72    |       |
| 19. Juli | Oku Yasukata                          | japanischer Marschall                                                                                | 83    |       |
| 19. Juli | Robert Stout                          | neuseeländischer Politiker, Premierminister von Neuseeland (1884–1887), Oberster Richter (1899–1926) | 85    |       |
| 19. Juli | Carl Zimmermann                       | deutscher Landschafts-, Tier- und Jagdmaler                                                          | 67    |       |
| 20. Juli | Edgar Raymond Kiess                   | US-amerikanischer Politiker                                                                          | 54    |       |
| 20. Juli | Elly Maldaque                         | bayrische Volksschullehrerin und Opfer des Klerikal-Faschismus                                       | 36    |       |
| 20. Juli | Joachim Parbs                         | deutscher Bahnspediteur                                                                              | 62    |       |
| 20. Juli | Charles E. Pickett                    | US-amerikanischer Politiker                                                                          | 64    |       |
| 20. Juli | Sascha Simchowitz                     | Arzt, Dramaturg, Schriftsteller und Theaterwissenschaftler                                           | 65    |       |
| 21. Juli | Karl von Düwell                       | deutscher Offizier, zuletzt Oberst im Ersten Weltkrieg                                               | 60    |       |
| 21. Juli | Carl Fruwirth                         | österreichischer Agrarwissenschaftler                                                                | 67    |       |
| 21. Juli | Paul Fürbringer                       | deutscher Mediziner                                                                                  | 80    |       |
| 21. Juli | Heinrich von Peham                    | österreichischer Gynäkologe und Geburtshelfer                                                        | 59    |       |
| 22. Juli | Friedrich Neuner                      | deutscher Mühlenbesitzer und Politiker (NLP), Bürgermeister, MdR                                     | 73    |       |
| 22. Juli | Karl Škoda                            | österreichischer Veterinär und Hochschullehrer                                                       | 57    |       |
| 23. Juli | Glenn Curtiss                         | US-amerikanischer Rennfahrer, Luftfahrtpionier, Pilot und Unternehmer                                | 52    |       |
| 23. Juli | Karl Michel                           | deutscher Hals-Nasen-Ohrenarzt, Schauspieler und Schriftsteller                                      | 86    |       |
| 23. Juli | Ferdinand Moser                       | deutscher Grafiker und Designer, Kunstgewerbeschul-Lehrer bzw. -Direktor                             | 71    |       |
| 24. Juli | Karl Demmler                          | deutscher Politiker (SPD)                                                                            | 88    |       |
| 24. Juli | Šatrijos Ragana                       | litauische Schriftstellerin                                                                          | 53    |       |
| 25. Juli | Wilhelm Bartelmann                    | deutscher Korbmacher und Erfinder                                                                    | 84    |       |
| 25. Juli | Albert Canet                          | französischer Tennisspieler                                                                          | 52    |       |
| 25. Juli | Emil Claar                            | österreichischer Theaterschauspieler, -intendant, -leiter und Schriftsteller                         | 87    |       |
| 25. Juli | Wilhelmina von Hallwyl                | schwedische Gräfin                                                                                   | 85    |       |
| 25. Juli | Heinrich Kröller                      | deutscher Tänzer und Choreograf                                                                      | 50    |       |
| 25. Juli | Adolf Pohl                            | österreichischer Bildhauer und Kunstgewerbler                                                        | 58    |       |
| 26. Juli | Erich Offermann                       | deutscher Segelflugzeugkonstrukteur, Flugingenieur und Flugpionier                                   | 45    |       |
| 26. Juli | Narcís Oller                          | katalanischer Schriftsteller                                                                         | 83    |       |
| 26. Juli | João Pessoa Cavalcânti de Albuquerque | brasilianischer Politiker                                                                            | 52    |       |
| 27. Juli | Hermann Anton Bantle                  | deutscher Maler                                                                                      | 58    |       |
| 27. Juli | Alfred Friedrich Bluntschli           | Schweizer Architekt                                                                                  | 88    |       |
| 28. Juli | Heinrich Bossart                      | deutscher Jurist und Politiker, Staatsminister des Großherzogtums Mecklenburg-Strelitz (1907–1918)   | 72    |       |
| 28. Juli | John DeWitt                           | US-amerikanischer Hammerwerfer und Footballspieler                                                   | 48    |       |
| 28. Juli | Otto von Franz                        | österreichischer Diplomat                                                                            | 59    |       |
| 28. Juli | Allvar Gullstrand                     | schwedischer Mediziner, Nobelpreisträger für Medizin 1911                                            | 68    |       |
| 28. Juli | Georg Nauheim                         | deutscher Politiker (Zentrum), MdR                                                                   | 59    |       |
| 29. Juli | Theodor Axenfeld                      | deutscher Ophthalmologe                                                                              | 63    |       |
| 29. Juli | Marie Becker                          | deutsche Schneidering und Politikerin, MdHB                                                          | 55    |       |
| 29. Juli | Charles Russell Davis                 | US-amerikanischer Politiker                                                                          | 80    |       |
| 29. Juli | Alexander von Fielitz                 | deutscher Komponist                                                                                  | 69    |       |
| 30. Juli | Joan Gamper                           | Schweizer Fußballspieler, Fußballfunktionär und Gründer des FC Barcelona                             | 52    |       |
| 30. Juli | Alfred Buckwalter Garner              | US-amerikanischer Politiker                                                                          | 57    |       |
| 30. Juli | Lothar Hugo von Spitzemberg           | preußischer Kammerherr und Landrat                                                                   | 61    |       |
| 30. Juli | Camillo Prampolini                    | italienischer sozialistischer Politiker                                                              | 71    |       |
| 30. Juli | Jenő Zsigmondy                        | ungarischer Tennisspieler                                                                            | 41    |       |
| 31. Juli | William Chalfant                      | französischer Roquespieler                                                                           | 76    |       |
| 31. Juli | Eva Knapp                             | deutsches Arbeiterkind                                                                               | 7     |       |
| 31. Juli | Stiena Ruypers-Erens                  | niederländische Politikerin                                                                          | 73    |       |

## August
| Tag        | Name                                  | Beruf, bekannt als                                                                    | Alter | Beleg |
| ---------- | ------------------------------------- | ------------------------------------------------------------------------------------- | ----- | ----- |
| 1. August  | Bernard Cadenat                       | französischer Politiker, Mitglied der Nationalversammlung und Bürgermeister           | 77    |       |
| 1. August  | Jack Zuta                             | jüdisch-amerikanischer Mobster                                                        | 42    |       |
| 2. August  | Ferdinand Emmerich                    | deutscher Forscher, Weltreisender und Reiseschriftsteller                             | 72    |       |
| 2. August  | Ludwig Haas                           | deutscher Jurist und Politiker (DDP), MdR                                             | 55    |       |
| 2. August  | Clarence Hobart                       | US-amerikanischer Tennisspieler                                                       | 60    |       |
| 2. August  | Robert Poetzelberger                  | österreichischer Maler, Bildhauer und Kunstprofessor                                  | 74    |       |
| 3. August  | Robert Ebel                           | deutscher Komponist                                                                   | 55    |       |
| 3. August  | Grigori Alexandrowitsch Helbach       | russischer Schachspieler                                                              | 67    |       |
| 3. August  | Joseph Rowan                          | US-amerikanischer Rechtsanwalt und Politiker                                          | 59    |       |
| 3. August  | Kurt Schirmer                         | deutscher Generalkonsul                                                               | 53    |       |
| 3. August  | Ernst Julius von Seidlitz-Sandreczki  | deutscher Majoratsherr und Parlamentarier                                             | 66    |       |
| 3. August  | Joseph Anton Sickinger                | Pädagoge und Schulreformer                                                            | 71    |       |
| 4. August  | Raymond Donau                         | französischer Offizier und provinzialrömische Archäologe                              | 68    |       |
| 4. August  | Sebastian Gebhard Messmer             | römisch-katholischer Erzbischof von Milwaukee                                         | 82    |       |
| 4. August  | Ferdinand Sichel                      | deutscher Unternehmer und Erfinder u. a. des Tapezierleims                            | 70    |       |
| 4. August  | Paulus von Stolzmann                  | deutscher Offizier, General der Infanterie der Reichswehr                             | 67    |       |
| 4. August  | Siegfried Wagner                      | deutscher Komponist und Leiter der Bayreuther Festspiele                              | 61    |       |
| 5. August  | Isabella Macdonald Alden              | US-amerikanische Schriftstellerin                                                     | 88    |       |
| 6. August  | Ferdinand Brossart                    | Generalvikar und Bischof von Covington, Kentucky, USA                                 | 80    |       |
| 6. August  | Joseph Le Bel                         | französischer Chemiker                                                                | 83    |       |
| 7. August  | William Langanke                      | deutscher Pilot                                                                       |       |       |
| 7. August  | James D. Phelan                       | amerikanischer Politiker (Demokraten) und Bankier                                     | 69    |       |
| 7. August  | Vicente Tosta Carrasco                | Präsident von Honduras                                                                | 49    |       |
| 8. August  | Cornelio August Doelter               | Mineraloge und Chemiker                                                               | 79    |       |
| 8. August  | Launceston Elliot                     | schottischer Sportler und Olympiasieger                                               | 56    |       |
| 8. August  | Otto Krauske                          | deutscher Historiker und Hochschullehrer                                              | 70    |       |
| 8. August  | Walther Reinhardt                     | deutscher Offizier, zuletzt General der Infanterie sowie preußischer Kriegsminister   | 58    |       |
| 8. August  | Robert Schedler                       | Schweizer Schriftsteller                                                              | 63    |       |
| 9. August  | Theodore P. Gilman                    | US-amerikanischer Bankier und Politiker                                               | 89    |       |
| 9. August  | Jonas Joseph LaValley                 | US-amerikanischer Landschafts- und Stilllebenmaler                                    | 72    |       |
| 9. August  | Lucien Wolf                           | britischer Publizist und Historiker                                                   | 73    |       |
| 11. August | Edward H. Angle                       | US-amerikanischer Kieferorthopäde                                                     | 75    |       |
| 11. August | Joseph Ephraim Casely Hayford         | ghanaischer Politiker, Rechtsanwalt, Schriftsteller und Panafrikanist                 | 63    |       |
| 11. August | Adolf Schirmer                        | norwegischer Architekt deutscher Abstammung                                           | 79    |       |
| 12. August | Horace Smith-Dorrien                  | britischer General, Gouverneur von Gibraltar (1918–1923)                              | 72    |       |
| 13. August | Michele Ceriana Mayneri               | italienischer Politiker, Industrieller und Fußballspieler                             | 69    |       |
| 13. August | Pauline Hopkins                       | US-amerikanische Journalistin, Theaterautorin und Historikerin                        | 71    |       |
| 13. August | August Iffert                         | deutscher Gesangspädagoge und Musikschriftsteller                                     | 70    |       |
| 13. August | Václav Laurin                         | Techniker und Industrieller                                                           | 65    |       |
| 13. August | Jacobus Adrianus Cornelis van Leeuwen | niederländischer reformierter Theologe                                                | 60    |       |
| 14. August | Paul Rau                              | wolgadeutscher Archäologe und Volkskundler                                            | 33    |       |
| 15. August | George Edward Bonsor Saint-Martin     | britisch-spanischer Maler und Archäologe                                              | 75    |       |
| 15. August | Florian Cajori                        | schweizerisch-US-amerikanischer Mathematikhistoriker                                  | 71    |       |
| 15. August | Hermann Hiltl                         | österreich-ungarischer Offizier und Führer der Frontkämpferbewegung                   | 58    |       |
| 15. August | Peter Morello                         | italo-US-amerikanischer Mafioso                                                       | 63    |       |
| 15. August | Max Sternberg                         | deutscher Arzt                                                                        | 74    |       |
| 15. August | Ludwig Spannuth-Bodenstedt            | deutscher Intendant und Bühnenautor                                                   | 50    |       |
| 15. August | Caspar Weis                           | deutscher Künstler und Bildhauer                                                      | 81    |       |
| 15. August | Robert Wengels                        | sozialdemokratischer Politiker                                                        | 77    |       |
| 16. August | G. B. Grayson                         | US-amerikanischer Country-Musiker                                                     | 41    |       |
| 17. August | Leó Forgács                           | ungarischer Schachmeister                                                             | 48    |       |
| 17. August | Karl Gasteiger                        | österreichischer Politiker                                                            | 73    |       |
| 17. August | Curt Rambach                          | deutscher Mundartdichter                                                              | 59    |       |
| 18. August | Vladan Đorđević                       | serbischer Mediziner, Autor und Politiker                                             | 85    |       |
| 18. August | Gabrielle Matthaei                    | britische Pflanzenphysiologin                                                         | 53    |       |
| 18. August | Clara Wæver                           | dänische Textilkünstlerin und Geschäftsfrau                                           | 75    |       |
| 19. August | Wassili Wladimirowitsch Bartold       | russischer Orientalist, Anthropologe und Historiker                                   | 60    |       |
| 19. August | Friedrich Lenz                        | deutscher Eisenbahnpionier                                                            | 83    |       |
| 20. August | George John Bennett                   | britischer Kirchenmusiker                                                             | 67    |       |
| 20. August | Johannes Ilberg                       | deutscher Klassischer Philologe und Gymnasiallehrer                                   | 70    |       |
| 20. August | Carl Sonntag jun.                     | deutscher Kunstbuchbinder                                                             | 47    |       |
| 20. August | Herbert H. Turner                     | britischer Astronom und Seismologe                                                    | 69    |       |
| 21. August | Friedrich Matthaei                    | deutscher Gynäkologe und Hochschullehrer                                              | 65    |       |
| 21. August | Aston Webb                            | englischer Architekt                                                                  | 81    |       |
| 22. August | Bertha Clément                        | deutsche Schriftstellerin                                                             | 77    |       |
| 22. August | Karl Kumm                             | deutsch-britischer Missionar                                                          | 55    |       |
| 23. August | Rudolf John Gorsleben                 | deutscher ariosophisch orientierter Runologe und Esoteriker                           | 47    |       |
| 24. August | Hugo am Zehnhoff                      | deutscher Jurist und Politiker (Zentrum), MdR                                         | 75    |       |
| 25. August | Stanisław Bergman                     | polnischer Historien-, Genre- und Porträtmaler                                        | 68    |       |
| 25. August | Frankie Campbell                      | US-amerikanischer Profiboxer italienischer Abstammung                                 |       |       |
| 25. August | Numa Marzocchi de Bellucci            | französischer Maler                                                                   | 84    |       |
| 25. August | Wilhelm Mauke                         | deutscher Musikschriftsteller und Komponist                                           | 63    |       |
| 25. August | Henry Vollmer                         | US-amerikanischer Politiker                                                           | 63    |       |
| 25. August | Paul Wagner                           | deutscher Agrikulturchemiker                                                          | 87    |       |
| 26. August | Lon Chaney senior                     | US-amerikanischer Schauspieler der Stummfilmzeit; vorwiegend in Horrorfilmen zu sehen | 47    |       |
| 26. August | Martin Mendelsohn                     | deutscher Mediziner und Hochschullehrer                                               | 69    |       |
| 26. August | Joseph von Pestalozza                 | bayerischer Adeliger und Politiker                                                    | 62    |       |
| 26. August | Thomas Sterling                       | US-amerikanischer Politiker                                                           | 79    |       |
| 28. August | Maximilian von Hübel                  | deutscher Verwaltungsjurist                                                           | 69    |       |
| 28. August | Eduard Vongerichten                   | deutscher Chemiker                                                                    | 78    |       |
| 29. August | William Archibald Spooner             | englischer Geistlicher und Philosoph                                                  | 86    |       |
| 30. August | Henry Tureman Allen                   | US-amerikanischer General im Ersten Weltkrieg                                         | 71    |       |
| 30. August | Zo d’Axa                              | französischer Autor und Anarchist                                                     | 66    |       |
| 30. August | Rudolf Wartmann-Füchslin              | Schweizer Ingenieur und Unternehmer                                                   | 57    |       |
| 31. August | Eduard Meyer                          | deutscher Althistoriker                                                               | 75    |       |
|            | Friedrich Fahro                       | deutscher Architekt und Kirchenbaumeister                                             | 72    |       |
|            | Anton Otto                            | deutscher Theaterschauspieler, -regisseur, -intendant und Übersetzer                  | 78    |       |

## September
| Tag           | Name                                         | Beruf, bekannt als                                                                                    | Alter | Beleg |
| ------------- | -------------------------------------------- | --- | ----- | ----- |
| 1. September  | Gustav Mahr                                  | böhmischer Komponist und Militärkapellmeister                                                         | 71    |       |
| 2. September  | Joseph Alzin                                 | luxemburgischer Gewichtheber                                                                          | 36    |       |
| 2. September  | Raoul Stoisavljevic                          | österreichischer Jagdflieger und Flugpionier                                                          | 43    |       |
| 3. September  | Theodor Etzel                                | deutscher Schriftsteller                                                                              | 57    |       |
| 3. September  | Alfons Poller                                | Mediziner                                                                                             | 51    |       |
| 4. September  | Wladimir Klawdijewitsch Arsenjew             | russischer Forschungsreisender und Schriftsteller                                                     | 57    |       |
| 4. September  | Frederick George Bromberg                    | US-amerikanischer Rechtsanwalt und Politiker                                                          | 93    |       |
| 4. September  | Marc Rosenberg                               | deutscher Kunsthistoriker, Philologe und Sammler                                                      | 78    |       |
| 5. September  | Johan d’Aulnis de Bourouill                  | niederländischer Ökonom                                                                               | 80    |       |
| 5. September  | Johann Georg Hagen                           | österreichischer Jesuit und Astronom                                                                  | 83    |       |
| 5. September  | Gustav Hatzfeld                              | Polizeirat, langjähriger Polizeichef von Ludwigshafen am Rhein                                        | 79    |       |
| 5. September  | J. H. Hutchinson                             | US-amerikanischer Politiker                                                                           | 66    |       |
| 5. September  | Carl Panzram                                 | US-amerikanischer Serienmörder                                                                        | 39    |       |
| 5. September  | Georges de Porto-Riche                       | französischer Dramatiker und Romancier                                                                | 81    |       |
| 6. September  | Georges Claraz                               | Schweizer Entdecker und Naturforscher                                                                 | 98    |       |
| 6. September  | David G. Classon                             | US-amerikanischer Politiker                                                                           | 59    |       |
| 6. September  | James Guthrie                                | schottischer Maler des Spätimpressionismus                                                            | 71    |       |
| 6. September  | Abraham Mozes Reens                          | niederländischer Sozialist und Anarchist                                                              | 59    |       |
| 6. September  | Theodor Roß                                  | deutscher Architekt                                                                                   | 66    |       |
| 6. September  | Max Schröder-Greifswald                      | deutscher Landschafts- und Marinemaler                                                                | 72    |       |
| 7. September  | Walter Herz                                  | deutscher Chemiker                                                                                    | 55    |       |
| 8. September  | Alexander Penn Wooldridge                    | US-amerikanischer Rechtsanwalt, Bankier und Politiker                                                 | 83    |       |
| 9. September  | Albert Gayer                                 | deutscher Marineoffizier, zuletzt Konteradmiral                                                       | 48    |       |
| 9. September  | Paul Herz                                    | deutscher Jurist                                                                                      | 76    |       |
| 10. September | Alexander Boddy                              | englischer Geistlicher und Pfingstler                                                                 | 75    |       |
| 10. September | Teodoras Brazys                              | litauischer katholischer Prälat, Organist, Chordirigent, Musikpädagoge und Musikologe                 | 59    |       |
| 10. September | Eugen Diederichs                             | deutscher Verlagsbuchhändler                                                                          | 63    |       |
| 12. September | Amalia Nathansohn Freud                      | Mutter Sigmund Freuds und dritte Ehefrau von Jacob Freud                                              | 95    |       |
| 12. September | Wilhelm Klatte                               | deutscher Musiktheoretiker, Musikpädagoge, Musikjournalist und Dirigent                               | 60    |       |
| 12. September | Georg Zilch                                  | Landtagsabgeordneter Volksstaat Hessen                                                                | 75    |       |
| 13. September | Louis Bols                                   | britischer Offizier und Gouverneur von Bermuda                                                        | 62    |       |
| 13. September | Pepi Litman                                  | österreichische jiddische Sängerin, Schauspielerin und Crossdresserin                                 | ≈66   |       |
| 13. September | Christian Weiß                               | deutscher Jurist und Politiker, Oberbürgermeister von Ludwigshafen am Rhein (1920–1930)               | 48    |       |
| 14. September | Karl Boy-Ed                                  | deutscher Offizier, Diplomat und Spion                                                                | 58    |       |
| 14. September | Käthe Buchler                                | deutsche Fotografin                                                                                   | 53    |       |
| 14. September | Jules Perréard                               | Schweizer Unternehmer und Politiker                                                                   | 68    |       |
| 15. September | Félix Gaudin                                 | französischer Glasmaler                                                                               | 79    |       |
| 15. September | Hans Ferdinand Gerhard                       | deutscher Journalist, Theaterkritiker, Schriftsteller, Landesarchivar und Heimatforscher              | 62    |       |
| 15. September | Konrad Hoheisel                              | österreichischer Postbeamter                                                                          | 67    |       |
| 15. September | Leopold Mandl                                | österreichischer Journalist und Redakteur                                                             | 69    |       |
| 15. September | Milton Sills                                 | bedeutender US-amerikanischer Stummfilmschauspieler und Universitätsprofessor                         | 48    |       |
| 15. September | Victor Thorn                                 | luxemburgischer Politiker                                                                             | 86    |       |
| 16. September | Flóris Korb                                  | ungarischer Architekt                                                                                 | 70    |       |
| 16. September | Julien Liebaert                              | belgischer Politiker und Bankmanager                                                                  | 82    |       |
| 16. September | Ferdinand Schirnböck                         | österreichischer akademischer Maler und Kupferstecher                                                 | 71    |       |
| 17. September | Maurice Cappé                                | französischer Autorennfahrer                                                                          | 43    |       |
| 17. September | Anna Dandler                                 | bayerische Hof- und Kammerschauspielerin                                                              | 68    |       |
| 17. September | Alois Delug                                  | österreichischer Maler                                                                                | 71    |       |
| 17. September | Eduard Sachau                                | deutscher Orientalist                                                                                 | 85    |       |
| 18. September | Emil Belzer                                  | deutscher Jurist und Politiker (Zentrum), MdR                                                         | 70    |       |
| 18. September | John Lind                                    | US-amerikanischer Politiker                                                                           | 76    |       |
| 18. September | Fritz Schindler                              | deutscher Flugakrobat                                                                                 | 39    |       |
| 19. September | Antonín Charvát                              | tschechoslowakischer Radrennfahrer                                                                    | 30    |       |
| 19. September | Harold Dixon                                 | britischer Chemiker                                                                                   | 78    |       |
| 19. September | John Loewenthal                              | deutscher Sprachwissenschaftler                                                                       | 44    |       |
| 19. September | Max Rosenthal                                | deutscher Reichsgerichtsrat                                                                           | 62    |       |
| 19. September | Hendrik Zwaardemaker                         | niederländischer Physiologe                                                                           | 73    |       |
| 20. September | Ludwig von Gebsattel                         | bayerischer General der Kavallerie                                                                    | 73    |       |
| 20. September | Carl von Münstermann                         | deutscher Ingenieur und Beamter des Meliorationsbauwesens und Hochschullehrer der Kulturtechnik       | 86    |       |
| 20. September | Moritz Pasch                                 | deutscher Mathematiker                                                                                | 86    |       |
| 21. September | Hans Bußmeyer                                | deutscher Komponist, Pianist und Musikpädagoge                                                        | 77    |       |
| 21. September | Elisabeth Röhl                               | deutsche Politikerin (SPD), preußische Landtagsabgeordnete, Mitglied der Weimarer Nationalversammlung | 42    |       |
| 22. September | József Szakovics                             | katholischer Priester und Autor von Gebetbüchern                                                      |       |       |
| 23. September | Emilie Preyer                                | deutsche Stilllebenmalerin                                                                            | 81    |       |
| 23. September | Catharina Anna Maria de Savornin Lohman      | niederländische Schriftstellerin, Kritikerin und Journalistin                                         | 62    |       |
| 23. September | Lothar von Seebach                           | deutscher Maler und Radierer                                                                          | 77    |       |
| 23. September | Charles Manly Stedman                        | US-amerikanischer Politiker                                                                           | 89    |       |
| 24. September | William A. MacCorkle                         | US-amerikanischer Politiker                                                                           | 73    |       |
| 24. September | William Diller Matthew                       | Wirbeltierpaläontologe und Zoogeograph                                                                | 59    |       |
| 24. September | Harry McNish                                 | schottischer Zimmermann auf der Expedition Endurance                                                  | 56    |       |
| 24. September | Otto Mueller                                 | deutscher Maler und Lithograf                                                                         | 55    |       |
| 25. September | Abram Jefimowitsch Archipow                  | russischer Landschaftsmaler                                                                           | 68    |       |
| 25. September | Max Bahr                                     | deutscher Unternehmer und Politiker (DDP), MdR                                                        | 81    |       |
| 25. September | Ernst Moog                                   | deutscher alt-katholischer Geistlicher und Theologe                                                   | 38    |       |
| 26. September | Clotar Bouvier                               | österreichischer Rebenzüchter, auf den die Rebsorte Bouvier zurückgeht                                | 77    |       |
| 26. September | Hedwig von Friedländer-Abel                  | österreichische Musikkritikerin und Musikschriftstellerin                                             | 60    |       |
| 26. September | Willem de Haan                               | niederländischer Dirigent und Komponist                                                               | 81    |       |
| 26. September | William C. Hammer                            | US-amerikanischer Politiker                                                                           | 65    |       |
| 28. September | Leopold von Bayern                           | deutscher Generalfeldmarschall, Prinz von Bayern                                                      | 84    |       |
| 28. September | Daniel Guggenheim                            | US-amerikanischer Industrieller und Philanthrop                                                       | 74    |       |
| 28. September | Maurice-Louis-Marie Rivière                  | französischer römisch-katholischer Geistlicher und Erzbischof                                         | 71    |       |
| 29. September | Bruno Granholm                               | finnischer Architekt und Bahningenieur                                                                | 73    |       |
| 29. September | Bryan Mahon                                  | irisch-britischer Offizier der British Army, zuletzt General, und irischer Senator                    | 68    |       |
| 29. September | Alfred Renz                                  | deutscher Maler und Grafiker                                                                          | 53    |       |
| 29. September | Ilja Jefimowitsch Repin                      | ukrainischer und russischer Maler                                                                     | 86    |       |
| 29. September | Hays B. White                                | US-amerikanischer Politiker                                                                           | 75    |       |
| 30. September | Frederick Edwin Smith, 1. Earl of Birkenhead | britischer Politiker (Conservative Party), Mitglied des House of Commons und Jurist                   | 58    |       |
| 30. September | Georg Wolf                                   | deutscher Bildhauer                                                                                   | 72    |       |